# Rolf Wüthrich
Pour les articles homonymes, voir Wüthrich.
Rolf Wüthrich est un joueur de football suisse né le 4 septembre 1938 et décédé en juin 2004.

## Biographie

### En club
- 1958-1961 : FC Zurich
- 1961-1962 : Servette FC
- 1962-1964 : Grasshopper-Club Zurich
- 1964-1965 : 1.FC Nuremberg
- 1965-1968 : BSC Young Boys
- 1968-1969 : FC Lucerne

### En sélection
13 sélections, 2 buts
- Première sélection : Suisse-Belgique 2-1, le 20 mai 1961 à Lausanne
- Dernière sélection : Suisse-Albanie 1-0, le 2 mai 1965 à Lausanne